# Rolling Thunder Bern
Rolling Thunder Bern ist eine Schweizer Powerchair Hockey (früher Elektro-Rollstuhl-Hockey; kurz: E-Hockey) Mannschaft aus Bern. Die Rolling Thunder spielen seit der Gründung des Ligaspielbetriebs (2013) mit einer Mannschaft in der Nationalliga A und in einigen Saisons mit einem zweiten Team in der Nationalliga B.

## Geschichte
Die Rolling Thunder Bern wurden 2004 als Sektion des Rollstuhl Clubs Bern (RSCB) in der Stiftung Rossfeld in Bern gegründet. Im Jahr 2005 nahm das Team das erste Mal am Swiss Cup, der damaligen Schweizer Meisterschaft teil. Mit einem 5. Platz von 9 Teilnehmer  gelang der Mannschaft ein sehr guter Einstand. Die ersten Turniere folgten, die auch siegreich beendet wurden. 2008 schlugen die Berner im Swiss Cup den starken Rivalen aus Zürich, die Iron Cats mit 3:1 und wurden somit zum ersten Mal Schweizer Meister. Diesen Titel holte sich die Mannschaft auch 2009, 2010, 2012 und 2013. Auch beachtliche internationale Erfolge folgten bei Turnieren in Eindhoven, Prag, Mailand und Zürich.
Auf die Saison 2013/14 wurde die Nationalliga A und B eingeführt und die erste Saison wurde hinter den Iron Cats auf dem 2. Platz abgeschlossen. 2015 und 2016 schliesslich erkämpften sich die Rolling Thunder die ersten beiden offiziellen Schweizer Meistertitel. Die zweite Mannschaft spielt aktuell mit nur einer Mannschaft in der Nationalliga A.  Die Berner stellen immer wieder Spieler für die Schweizer Powerchair-Hockey-Nationalmannschaft, die regelmässig an Welt- und Europameisterschaften teilnimmt.

## Vereinsführung und Betreuerstab
(Stand: 26. September 2021)
| Funktion       | Name             |
| -------------- | ---------------- |
| Präsident RSCB | Thomas Schneider |
| Ressorleiterin | Isabelle Pulver  |
| Cheftrainer    | Daniel Pulver    |
| Co-Trainer     | Stefan De Keyzer |

## Kader der Saison 2023/2024
Der Kader umfasst aktuell in der Saison 12 aktive Spieler. 
| 1  | Janis Affolter |               |
| 35 | Marc Fürst     | 11. Juli 1990 |

| 5  | Bob Götz           |  |               |
| 10 | Dario Fischer      |  | 8. April 2001 |
| 14 | Simone Leuenberger |  | 14. März 1975 |

| 11 | Stefan Müller      |  | 14. Mai 1982      |
| 80 | Daniel Rolli       |  | 5. April 1971     |
| 26 | Philippe Amann     |  | 5. Juli 1989      |
| 40 | Djamil Abdelouahal |  | 10. November 2000 |
| 88 | Jan Schäublin      |  |                   |
| 87 | Dejan Jovankic     |  |                   |
| 25 | Jérémi Vorpe       |  |                   |
| 82 | Andri Lanz         |  |                   |
| 27 | Lukas Burri        |  |                   |
| 4  | Stefan Beck        |  |                   |
| 7  | Rodi Feller        |  |                   |

## Ewige Torschützenliste
Die Ewige Torschützenliste enthält alle Torschützen der Rolling Thunder seit Bestehen der Nationalliga A und B ab der Saison 2013/14
Nationalliga A
| Pl.                   | Name               | Schläger     | Tore |
| --------------------- | ------------------ | ------------ | ---- |
| 01.                   | Stefan Müller      | Handschläger | 587  |
| 02.                   | Jan Schäublin      | Handschläger | 291  |
| 03.                   | Rodi Feller        | Handschläger | 73   |
| 04.                   | Daniel Rolli       | Handschläger | 70   |
| 05.                   | Sarah Schmid       | Handschläger | 13   |
| 06.                   | Bob Götz           | Handschläger | 5    |
| 07.                   | Beat von Bergen    | Festschläger | 4    |
| 08.                   | Peter Segmüller    | Handschläger | 3    |
| 09.                   | Philippe Amann     | Handschläger | 3    |
|                       | Tim Marti          | Handschläger | 3    |
| 11.                   | Michael Kehl       | Festschläger | 2    |
| 12.                   | Andri Lanz         | Handschläger | 1    |
|                       | Jeremi Lechot      | Handschläger | 1    |
|                       | Simone Leuenberger | Handschläger | 1    |
| Stand: 12. April 2025 |                    |              |      |

Nationalliga B
| Pl.                      | Name                  | Schläger     | Tore |
| ------------------------ | --------------------- | ------------ | ---- |
| 01.                      | Philippe Amann        | Handschläger | 35   |
| 02.                      | Patrick Fankhauser    | Festschläger | 3    |
|                          | Roger Gerber          | Handschläger | 3    |
|                          | Simone Leuenberger    | Festschläger | 3    |
|                          | Tim Marti             | Handschläger | 3    |
| 06.                      | Simon Burkhalter      | Festschläger | 2    |
|                          | Michaela Ljubomirovic | Handschläger | 2    |
| 08.                      | Michael Kehl          | Festschläger | 1    |
| Stand: 9. September 2017 |                       |              |      |

## Erfolge
- Schweizer Meister: 2015, 2016
- Swisscup (bis 2013 Schweizer Meister): 2008, 2009, 2010, 2012, 2013